# Клітини Меркеля

Клітини Меркеля (зображені блакитним) залягають в основному шарі надшкір'я.

Клітини Меркеля (клітини Меркеля-Ранв'є або дотикові епітеліоцити) — овалоподібні механорецептори шкіри, що забезпечують дотикову чутливість у шкірі хребетних. Клітини Меркеля у великій кількості наявні у високочутливих ділянках шкіри (пучки пальців у людини); ці клітини здійснюють синаптичні контакти із висхідними соматосенсорними нервовими волокнами. У деяких випадках цей вид клітин може зазнати злоякісного переродження з утворенням карциноми Меркеля — агресивної пухлини шкіри, що важко піддається лікуванню.
Хоч традиційно вважається, що клітини Меркеля походять із клітин нервового гребеня, нещодавні експерименти на ссавцях подають дані, що вони насправді є клітинами епітеліального походження.

## Розташування

Клітина Меркеля

Клітини Меркеля можна знайти в шкірі та деяких ділянках слизової оболонки хребетних. У шкірі ссавців вони представлені чіткими клітинами, розміщеними в основному шарі (на дні тяжів проток потових залоз) надкшкір'я, діаметром близько 10 мкм. Їх також можна знайти в надшкірних впинаннях на підошовній поверхні стопи, що називаються епідермальними тяжами. Найчастіше їх пов'язують із закінченнями чутливих нервів, тоді їх називають тільцями Меркеля (або меркелівськими клітинно-нейронними комплексами). Також їх пов'язують із повільно-адаптувальними (SA1) соматосенсорними нервовими волокнами.

## Функція
Німецький анатом Фрідріх Зиґмунд Меркель називав ці клітини дотиковими, проте функція, що пропонувалась із назвою була сумнівною та складною для доведення. Однак, нещодавні дослідження із генетичним нокаутом у мишей показали, що клітини Меркеля є необхідними для спеціалізованого кодування, за допомогою якого висхідні нерви обробляють просторову інформацію. Інколи через наявність щільних гранул, що можуть мати нейроендокринну функцію, клітини Меркеля приналежнюють до системи ЗДПА (Засвоєння та Декарбоксилювання Попередників Амінів), що за новішим визначенням називається дифузною нейроендокринною системою.

## Походження
Походження клітин Меркеля активно дискутується вже понад 20 років. Результати досліджень із пересадженням шкіри в птахів показують, що клітини Меркеля походять із нервового гребеня, а експерименти на ссавцях доводять їхнє епідермальне походження.